# Big Time Rush
Big Time Rush je američka televizijska serija koja se od 28. studenoga 2009. do 25. srpnja 2013. prikazivala na programu TV kanala Nickelodeon. Seriju je osmislio Scott Fellows (koji je također osmilio Ned's Declassified School Survival Guide i Johnny Test, i koji je glavni scenarist crtića Čudnovili roditelji).
Big Time Rush je grupa četvorice mladih hokejaša iz Minnesote koje je glazbeni producent pretvorio u boy band, a radnja prati njihove pustolovine od doseljavanja u Los Angeles. 

## Vanjske poveznice
- Službena stranica